# Мина (Саудијска Арабија)
Мина (такође позната и као „Град шатора”) насеље је надомак Меке у провинцији Мека, на западу Саудијске Арабије. Налази се на 5 километара источно од светог града Меке, на путу од центра града ка брду Арафат. Заузима површину од око 20 km².

## Опште одлике
Мина је најнасељенија током годишњег муслиманског ходочашћа. Више од 100.000 климатизованих шатора служи као привремени смештај ходочасницима из целог света. У долини Мина налази се Џамарат мост, место на коме се врши свети ритуал каменовања ђавола (арап. رمي الجمرات), који се обавља између изласка и заласка сунца током последњег дана хаџилука. Мина је место где ходочасници бацају камење, имитирајући догађај када је пророк Ибрахим (Аврам) каменовао Сотону који је стао између њега и Божје наредбе. Многи ходочасници током хаџилука обилазе око Ћабе седам пута, а затим посећују извор Земзем. Обично, они своју прву ноћ проводе у долини Мина. Овај ритуал се јавља од осмог до дванаестог дана хаџилука. У Мини, мушкарци и жене морају да спавају одвојено.

## Несреће током хаџилука
Током хаџилука, превелика гужва на мосту може бити изузетно опасна. Будући да је то последњи дан ходочашћа, многи са собом носе пртљаг.
- 23. маја 1994. године, у стампеду је убијено најмање 270 ходочасника;
- 9. априла 1998. године, најмање 118 ходочасника изгажено је до смрти, а 180 повређено[3];
- 5. марта 2001. године, 35 ходочасника је изгажено до смрти у стампеду;
- 11. фебруара 2003. године, током ритуала каменовања ђавола је погинуло 14 ходочасника[4];
- 1. фебруара 2004. године, 251 ходочасник је погинуо, а друга 244 су повређена у стампеду[5];
- 12. јануара 2006. године, у стампеду је погинуло најмање 346 ходочасника, а најмање 289 је повређено;
- 24. септембра 2015, услед стампеда у Граду шатора у близини моста погинуло је најмање 1.100[6], а повређено 934 људи[7][8].

Дана 24. септембра 2015. године, превелика бројчаност ходочасника резултирала је тиме да је најмање 1.100 људи преминуло услед гушења или гажења, док је 934 других повређено током годишњег ходочашћа у Мини. Инцидент се догодио на раскрсници улица 204 и 223 које воде ка Џамарат мосту. Ово је најсмртоноснија несрећа која се догодила током хаџилука, након несреће у којој је погинуло 1.426 људи током 1990. године. Такође је најсмртоноснији стампедо 21. века.
Након инцидента 2004. године, Саудијске власти су започеле обимне грађевинске радове око подручја Џамарат моста. Изграђени су додатни прилази, пасареле и излази за случај опасности, а три цилиндрична стуба су замењени дужим и вишим дугуљастим зидовима од бетона, како би се омогућио истовремени приступ већем броју ходочасника. Следеће године су најавили планове о изградњи новог, четвороспратног моста.

## Галерија
- Долина Мине 2012. године
- Град шатора
- Ходочасници
- „Каменовање ђавола“
- Џамарат мост на 5 спратова
- Пренатрпаност моста
- Ходочасници на путу ка 3 стуба која представљају ђавола